# Дарем Сити
«Дарем Сити» (англ. Durham City) — любительский футбольный клуб из города Дарем на северо-востоке Англии. Клуб выступает в Первом дивизионе Северной футбольной лиги (9-й уровень в Системе английского футбола), после того, как, заняв в сезоне 2011—2012 годов девятое место в Первом дивизионе (Север) Северной Премьер-лиги, изъявил добровольное желание понизиться в ранге. Домашние матчи команда проводит на стадионе «Арнотт Стейдиум» в Дареме.

## История
Футбольный клуб «Дарем Сити» был основан в 1918 году, и в 1921 году был приглашен в Футбольную лигу, где принял участие в соревнованиях Третьего дивизиона (Север). Однако, в 1928 году клуб не был переизбран в Футбольную лигу и был понижен классом в Северо-Восточную лигу. На смену ему в Футбольную лигу был принят Карлайл Юнайтед.
В 1938 году клуб был расформирован, второе рождение было подарено команде в 1950-м, после чего с 1952 года клуб начал выступать в Северной футбольной лиге, где и находится по сей день.

### Дарем Сити в Футбольной лиге
| Сезон       | Дивизион                                 | И  | В  | Н  | П  | ГЗ | ГП  | РГ  | О  | Итоговое место |  |
| ----------- | ---------------------------------------- | -- | -- | -- | -- | -- | --- | --- | -- | -------------- |  |
| 1921 - 1922 | Третий северный дивизион Футбольной лиги | 38 | 17 | 3  | 18 | 68 | 67  | +1  | 38 | 11 из 20       |  |
| 1922 - 1923 | Третий северный дивизион Футбольной лиги | 38 | 9  | 10 | 19 | 43 | 59  | −16 | 28 | 20 из 20       |  |
| 1923 - 1924 | Третий северный дивизион Футбольной лиги | 42 | 15 | 9  | 18 | 59 | 60  | −1  | 39 | 15 из 22       |  |
| 1924 - 1925 | Третий северный дивизион Футбольной лиги | 42 | 13 | 13 | 16 | 50 | 68  | −18 | 39 | 13 из 22       |  |
| 1925 - 1926 | Третий северный дивизион Футбольной лиги | 42 | 18 | 6  | 18 | 63 | 70  | −7  | 42 | 13 из 22       |  |
| 1926 - 1927 | Третий северный дивизион Футбольной лиги | 42 | 12 | 6  | 24 | 58 | 105 | −47 | 30 | 20 из 22       |  |
| 1927 - 1928 | Третий северный дивизион Футбольной лиги | 42 | 11 | 7  | 24 | 53 | 100 | −47 | 29 | 21 из 22       |  |

Источник: Дарем Сити в Базе данных
И = Матчей всего; В = Выиграно матчей; Н = Сыграно вничью матчей; П = Проиграно матчей; ГЗ = Голов забито; ГП = Голов пропущено; РГ = Разница голов; О = Всего очков (из расчёта 2 очка за победу, 1 очко за ничью);

## Стадион
В своей истории команда проводила домашние матчи на пяти различных стадионах: «Гарден Хаус Парк» (первый сезон), «Кипьер Хейтс» (четыре последующих сезона), «Холидэй Парк» (вплоть до 1938 года), «Ферентс Парк» (1939—1994 гг.). Нынче клуб принимает гостей на стадионе «Нью Ферентс Парк», также известном как «Арнотт Стейдиум», в северной части города. Также долгое время стадион использовался как домашняя арена резерва «Сандерленда», вплоть до сезона 2006—2007 гг., когда те перебрались на новенький стадион «Хеттон Сенче».
Последняя реконструкция стадиона прошла в 2008—2009 годах, когда были проведены работы по приведению стадиона к стандартам Северной Премьер-лиги.

## Достижения
- Кубок Англии
  - Выход во второй отборочный раунд: сезоны 1925—1926, 1957—1958
  - Выход в первый отборочный раунд: сезоны 1927—1928, 1955—1956

- Трофей ФА
  - Второй раунд: сезон 2008—2009
  - Первый раунд: сезоны 1983—1984, 1994—1995

- Ваза ФА
  - Полуфинал: сезон 2001—2002
  - Четвертьфинал: сезон 1987—1988